# Laval-sur-Doulon
 Laval-sur-Doulon  es una población y comuna francesa, situada en la región de Auvernia, departamento de Alto Loira, en el distrito de Brioude y cantón de La Chaise-Dieu.

## Demografía
| 168 | 125 | 105 | 91 | 63 | 60 |
| Para los censos de 1962 a 1999 la población legal corresponde a la población sin duplicidades (Fuente: INSEE [Consultar]) |     |     |    |    |    |